# Hamer (Caroline du Sud)
Pour les articles homonymes, voir Hamer.
Hamer est une census-designated place située dans le comté de Dillon, dans l’État de Caroline du Sud, aux États-Unis. Lors du recensement de 2020, elle comptait 820 habitants.